# Nazionale maschile di pallamano dell'Australia
La nazionale australiana di pallamano rappresenta l'Australia nelle competizioni internazionali e la sua attività è gestita dall'Australia Handball Federation.

## Partecipazione ai mondiali
- 1999: 24º posto
- 2003: 21º posto
- 2005: 24º posto
- 2007: 24º posto
- 2009: 24º posto
- 2011: 24º posto
- 2013: 24º posto